# Presika (Labin)
Pour les articles homonymes, voir Presika.
Presika est une localité de Croatie située en Istrie, dans la municipalité de Labin, dans le comitat d'Istrie. En 2001, la localité comptait 453 habitants.

## Démographie
| 1948 | 1953 | 1961 | 1971 | 1981 | 1991 | 2001 |
| ---- | ---- | ---- | ---- | ---- | ---- | ---- |
| 440  | 393  | 351  | 249  | 236  | 309  | 453  |